# National Community Association
National Community Association (fr. Association de la communauté nationale) – vanuacka partia polityczna założona w 1996 roku.

## Historia
Partia została założona w maju 1996 roku, na przewodniczącego ugrupowania wybrano Sabiego Natongę, biznesmena z Port Vila pochodzącego z wyspy Tanna. Założycielami partii byli mieszkańcy Tanny, którzy chcieli uchronić wyspę przed wyludnianiem spowodowanym migracją do stolicy kraju.
W wyborach parlamentarnych z 2004 roku po raz pierwszy uzyskała mandaty w parlamencie zdobywając 2 z 52 miejsc. Po wyborach, wybrany z list partii Joshua Kalsakau przeszedł do Partii Pracy Vanuatu. W wyborach w 2008 roku partia wystawiła kandydatów pięciu kandydatów (dwóch w okręgu Tanna i po jednym w Ambae, Efate Rural i Port Vila). Ostatecznie partia nie zdobyła jednak mandatów.
W wyborach parlamentarnych w 2016 roku partia nie zarejestrowała swoich list.

## Struktura
Głównym organem partii jest Kongres Ludowy (ang. People’s Congress), który stanowi władzę decyzyjną. Organem administracyjnym jest Krajowa Egzakutywa (ang. National Executive), ponadto w ramach ugrupowania istnieją regionalne podkomisje zajmujące się organizacją pracy na poziomie lokalnym i regionalnym. Przewodniczący partii jest jednocześnie przewodniczącym Krajowej Egzekutywy, może także mianować przewodniczącego Zjazdu Krajowego, który odbywa się raz na dwa lata, a ponadto odpowiada za kwestie finansowe. Członkowie Krajowej Egzekutywy wybierani są na pięcioletnią kadencję przy czym nie mogą być jednocześnie czynnymi politykami (wybranymi do władz samorządowych bądź państwowych). Jednym z organów jest także Rada Przewodniczących, która pełni rolę sądu koleżeńskiego dotyczącego urzędujących polityków, na Zjeździe Krajowym jest ponadto powoływana Komisja Dyscyplinarna.
Statut partii jest przegłosowywany co dwa lata na Zjeździe Krajowym.

### Skład zarządu
- Przewodniczący: Sabi Natonga
- Sekretarz Generalny: William Tari
- Skarbnik: Jean Pierre Surei

## Program
Program partii zakłada m.in.:
- reformację polityki dot. gruntów prywatnych i inwestycje w nowe uprawy;
- promowanie zagranicznych inwestycji dot. badań nad zasobami naturalnymi;
- utworzenie w każdym regionie Biura Środowiskowego;
- zmianę przepisów podatkowych;
- reformę legislacyjną zapewniającą, że banki będą udzielać kredytów dla Ni-Vanuatu;
- reformę kredytową dla branży turystycznej;
- zastrzeżenie przemysłu tekstylnego oraz lokalnego eksportu z monopolem dla Ni-Vanuatu;
- przygotowanie generalnego planu dot. infrastruktury;
- zwiększenie środków rządowych na edukację i czesne;
- polepszenie jakości ochrony zdrowia i wsparcie rozwoju prywatnych szpitali;
- zwiększenie budżetu Ministerstwa Sportu i Młodzieży;
- wzmocnienie roli kobiet w społeczeństwie;
- sprawdzenie możliwości utworzenia Armii Vanuatu;
- zachowanie wolności wyznania na zasadach chrześcijańskich;
- wprowadzenie przepisów migracyjnych;
- podwyższenie płacy minimalnej;
- wzmocnienie roli organizacji pozarządowych.